# Серб (река)
Серб (енгл.  — „Српски поток”) је лева притока реке Зимоец у западној Британској Колумбији, Канада.
Српски поток настаје у планинама Хејзелтон, планинском ланцу источно од венаца Китимат, на надморској висини од око 1100 m на ушћу неколико планинских потока. 
У почетку тече на североисток кроз планине, скреће на север-северозапад последњих пет миља и на крају се спаја са реком Зимоец испод језера Макдонел. Поток припада речном систему реке Скина. Укупне дужине је око 25 километара.

## Етимологија
Реку је назвао канадски званичник 1915. године. Тиме је добио име по Србима. Није јасно да ли је мислио и на српске насељенике који живе и раде у том крају. Забележена је само ручна белешка која гласи: ...по галантним савезницима.
Приморску област Британске Колумбије насељавали су од 1900. године српски досељеници који су дошли из Калифорније, а пореклом су углавном из Далмације.
Име је поново званично потврђено 1936. године. Околни српски крај и њен највиши врх, Српски врх, локално су названи по Српском потоку.